# Rostamabad
Rostamābād (farsi رستم‌آباد) è una città dello shahrestān di Rudbar, circoscrizione Centrale, nella provincia di Gilan. Aveva, nel 2006, una popolazione di 11.987 abitanti. Si trova lungo il fiume Sefid e vi sono coltivazioni di riso.